# Diksnavelfitis
De diksnavelfitis (Phylloscopus magnirostris) is een zangvogel uit de familie Phylloscopidae.

## Verspreiding en leefgebied
Deze soort komt voor in Afghanistan, Bangladesh, Bhutan, China, India, Myanmar, Nepal, Pakistan en Sri Lanka.